# Спорт клуб
Спорт клуб је спортска телевизијска станица која свој програм емитује у Босни и Херцеговини и Словенији од 2006, Хрватској од 2007. и Северној Македонији од 2011. Раније је био доступан и у Србији (2006—2025), Црној Гори (2006—2025), Мађарској (2006—2016) и Румунији (2006—2012). У власништву је предузећа United Group.
Приказује различите врсте спортова као што су фудбал, кошарка, тенис, мото-спорт, амерички фудбал, хокеј на леду, одбојка, рукомет, рагби, атлетика и голф. Доступан је у HD  и 4K резолуцији.

## Историја
Почевши од 22. септембра 2013. године Спорт клуб, Спорт клуб+, Спорт клуб прајм, Спорт клуб премијум, Спорт клуб 3, Спорт клуб 4, Спорт клуб 5 и Голф клуб су преименовани у Спорт клуб 1, Спорт клуб 2, Спорт клуб 3, Спорт клуб 4, Спорт клуб 5, Спорт клуб 6, Спорт клуб HD и Спорт клуб голф. Поред промене назива, у потпуности је промењен визуелни идентитет укључујући нови лого.
Дана 17. марта 2018. године са радом су почели канали Спорт клуб 7, Спорт клуб 8, Спорт клуб 9 и Спорт клуб 10, с тим што канали  SK 5, SK 6, SK 7, SK 8, SK 9 и SK 10 емитују програм само по потреби (претежно викендом), а у осталим терминима се на тим каналима емитује промо програм. Спорт клуб 4K је покренут 2020. године. Такође, постоје канали Спорт клуб фајт који је посвећен борилачким спортовима и Спорт клуб еспортс специјализован за преносе гејминга и електронских спортова.
Дана 11. фебруара 2025. Телеком Србија откупио је права свих преноса које је преносио Спорт клуб. Дана 3. априла канали престају са емитовањем, док Јутјуб канал и веб-сајт настављају с радом.

## Фудбал
МЕЂУНАРОДНА ТАКМИЧЕЊА:
КАФ:
- КАФ Лига шампиона

АФК:
- АФК Лига шампиона
- АФК Куп

КОНКАКАФ:
- КОНКАКАФ Лига нација

Лиге:
| - Њемачка Бундеслига - Холандска Ередивизија - Португалска Примеира лига - Турска Суперлига - Аустријска Бундеслига - Швајцарска Суперлига - Норвешка Елитсеријен лига - Данска Суперлига - Шведска Олсвенскан лига - Грчка Суперлига | - Бугарска Прва лига - Словеначка Прва лига - Словачка Суперлига - Македонска Прва лига - Њемачка 2. Бундеслига - Њемачка 3. лига - Турска Друга лига - Бугарска Друга лига - Словеначка Друга лига - Саудијска професионална лига |

| Купови: - Француски куп - Холандски куп - Португалски куп - Турски куп - Шкотски куп - Дански куп - Румунски куп - Бугарски куп - Словачки куп - Словеначки куп - Саудијски куп | Суперкупови: - Немачки суперкуп - Холандски суперкуп - Португалски суперкуп - Турски суперкуп - Саудијски суперкуп |

## Кошарка
Међународна такмичења:
- Квалификације за Европско првенство 2025.
- Европско првенство 2025.
- Квалификације за Светско првенство 2027.
- Светско првенство 2027.

| Лиге: - Евролига - Еврокуп - НЦАА - Шпанска Ендеса лига - Грчка лига - Француска Елитна лига - Немачка Бундеслига - Израелска Премијер лига - Литванска ЛКЛ лига - Црногорска Прва А лига - Словеначка Прва А лига - Аустралијска НБЛ лига - Јуниорска Евролига | Купови: - Шпански куп - Француски лига куп - Грчки куп - Немачки куп - Израелски лига куп - Литвански куп - Словеначки куп - Шпански суперкуп - Грчки суперкуп - Словеначки суперкуп |

## Тенис
- Вимблдон
- АТП финале
- АТП Мастерс 1000
- АТП 500
- АТП 250
- ВТА тур
- Дејвис куп
- Јунајтед куп

## Мото-спорт
- Формула 1
- Формула 2
- Формула 3
- MotoGP
- Мото 2
- Мото 3
- Moto E
- Порше суперкуп
- NASCAR

## Одбојка
Међународна такмичења:
- Лига нација за мушкарце
- Лига нација за жене

Лиге:
- Италијанска лига за мушкарце
- Италијанска лига за жене
- Пољска лига за мушкарце
- Пољска лига за жене
- Немачка лига за мушкарце
- Немачка лига за жене
- Словеначка лига за мушкарце
- Словеначка лига за жене

## Рукомет
Лиге:
- Њемачка Бундеслига
- Мађарска Прва лига
- Пољска Суперлига
- Словеначка Прва лига

Купови:
- Њемачки куп
- Мађарски куп
- Пољски куп
- Словеначки куп
- Њемачки суперкуп
- Словеначки суперкуп

## Амерички фудбал
- Колеџ фудбал
- Регионална ЦЕФЛ лига

## Атлетика
- Дијамантска лига

## Рагби
- Светска серија рагбија седам
- Европска серија рагбија седам

## Е-спорт
- ЕБЛ

## Голф
- ПГА Тур

## Футсал
- Бразилска лига